# Ментона

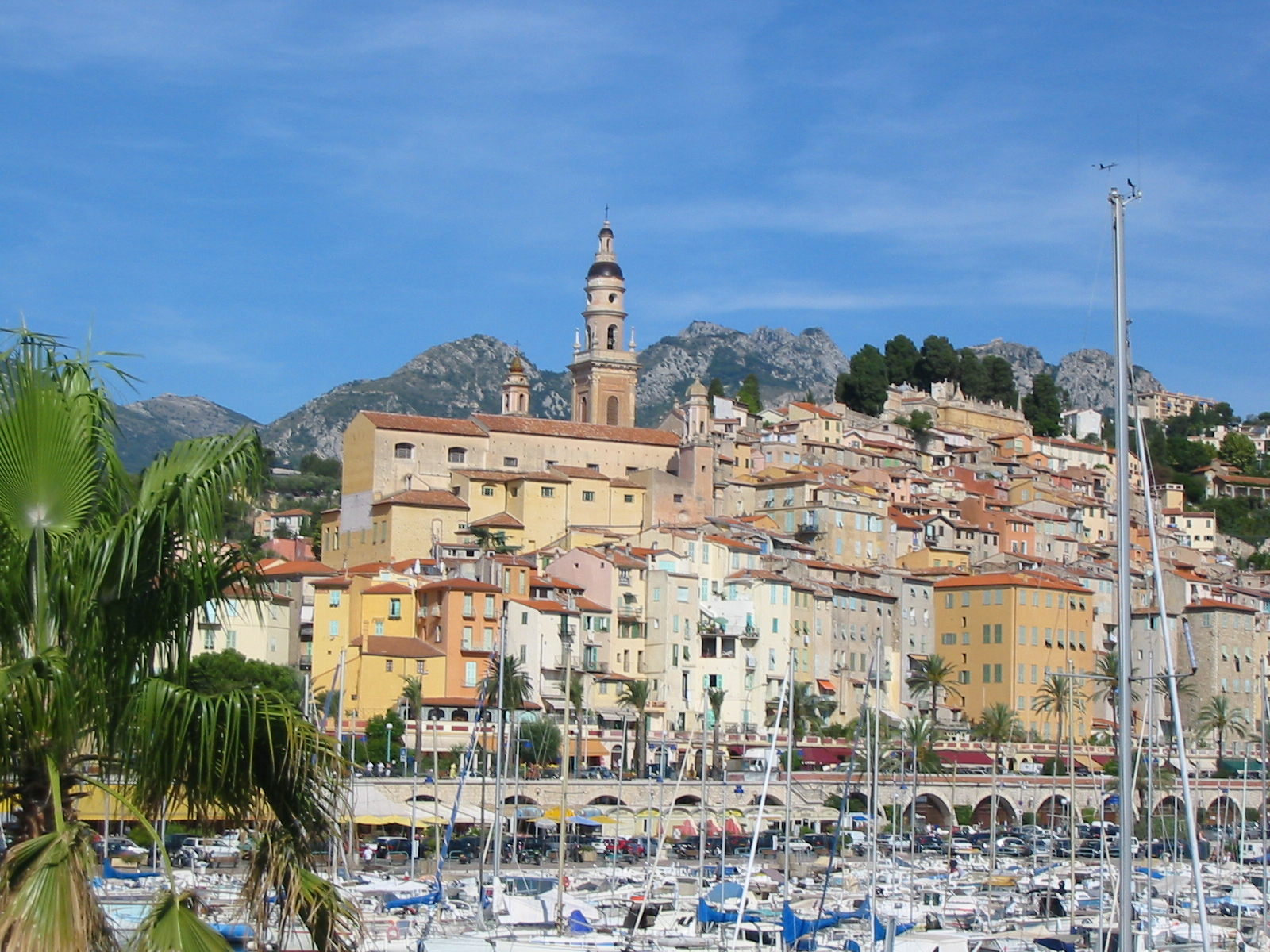
Старе місто Мантон, вид зі старого порту.

Менто́на (або Манто́н, фр. Menton, італ. Mentone) — місто та комуна (муніципалітет) у Франції, у регіоні Прованс — Альпи — Лазурний Берег, департамент Приморські Альпи. Населення — 30 412 осіб (01.01.2021).

## Географія
Муніципалітет розташований на відстані близько 690 км на південний схід від Парижа, 180 км на схід від Марселя, 21 км на північний схід від Ніцци на Лазурному Березі Французької Рив'єри, місто називають перлиною Рив'єри.

## Історія

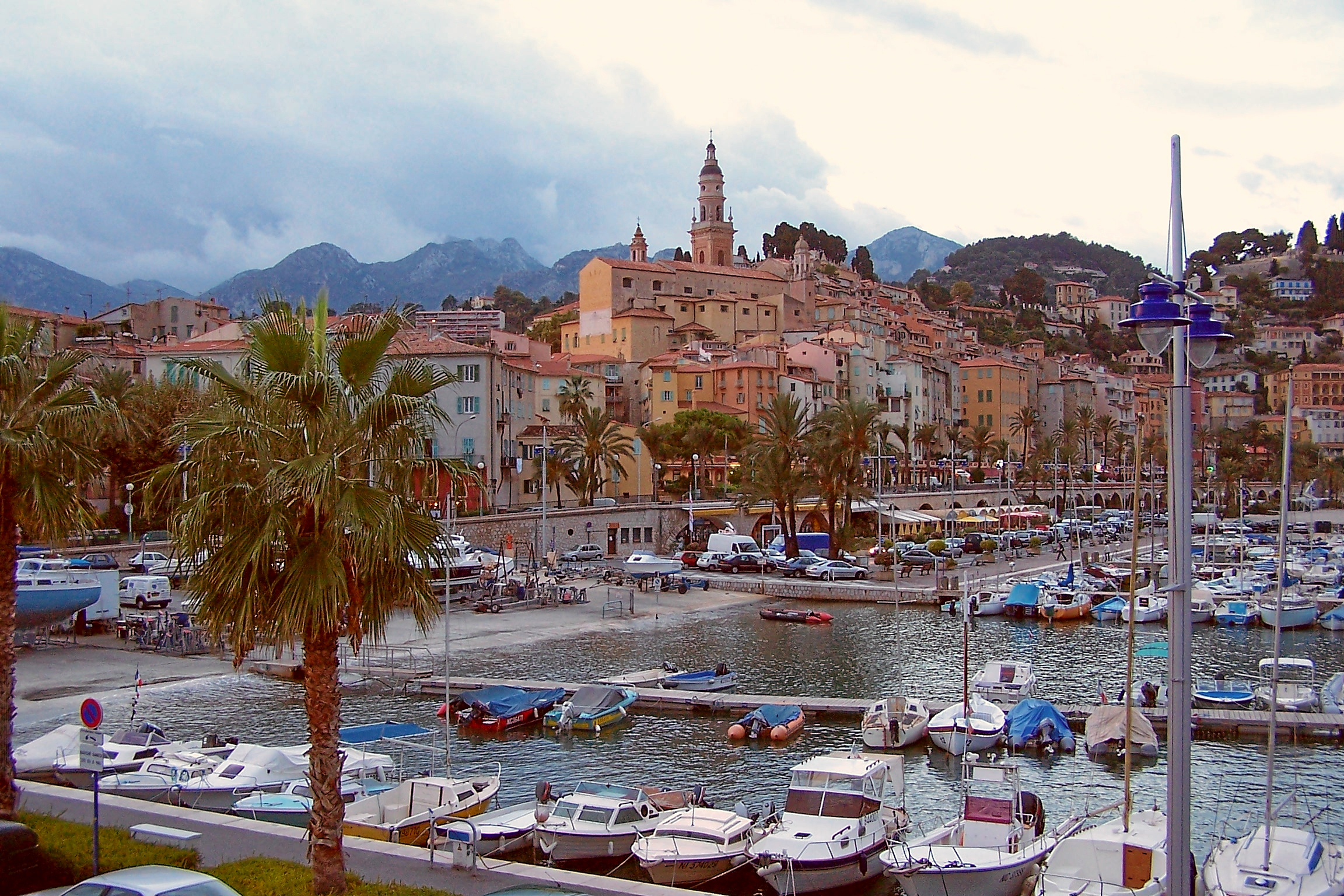
Мантон: Старе місто і бухта

До 1861 року місто було частиною кнізівства Монако, але перейшло під контроль Наполеона III за вимогою містян і було передано Франції Карлом III для визнання незалежності Монако.

## Географія, клімат і господарство
Мантон розміщений біля франко-італійського кордону, навпроти італійського містечка Вентімілья. Теплий клімат сприяє вирощуванню лимонних, мандаринових і помаранчевих садів, тому одним з найпоширеніших символів міста є лимон.
Рибна промисловість зазнала великої шкоди у 1980-х і 1990-х роках через розповсюдження так званої «водорості-вбивці» Caulerpa taxifolia (азійської тропічної водорості, яку в Середземному морі вперше було знайдено поблизу Океанографічного Музею Монако в 1984 році), і яка розповсюдилася морським дном узбережжя, і призвела до значного зменшення місцевих популяцій риб.

## Краєвиди міста

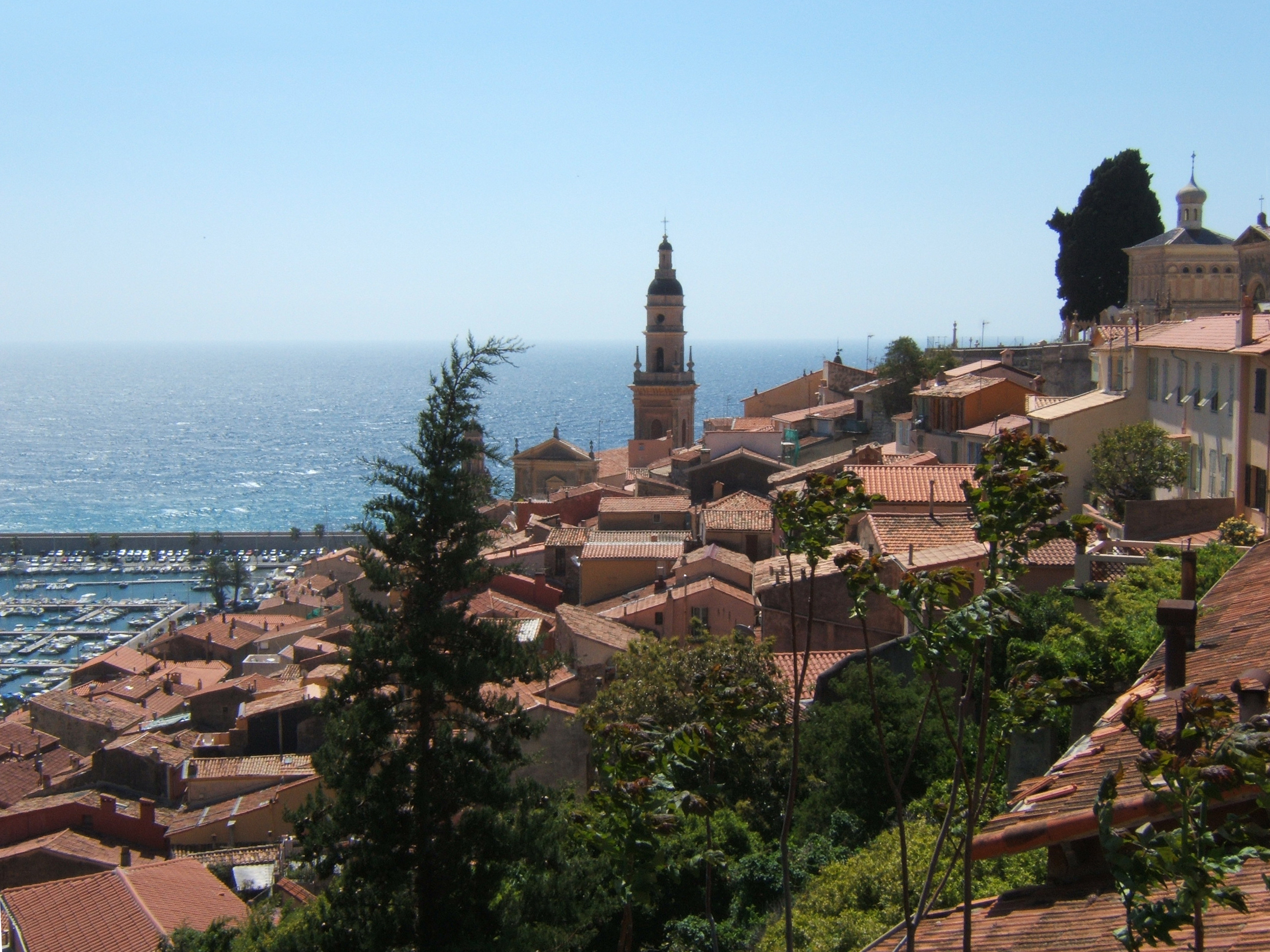
Мантон. Вид на старе місто

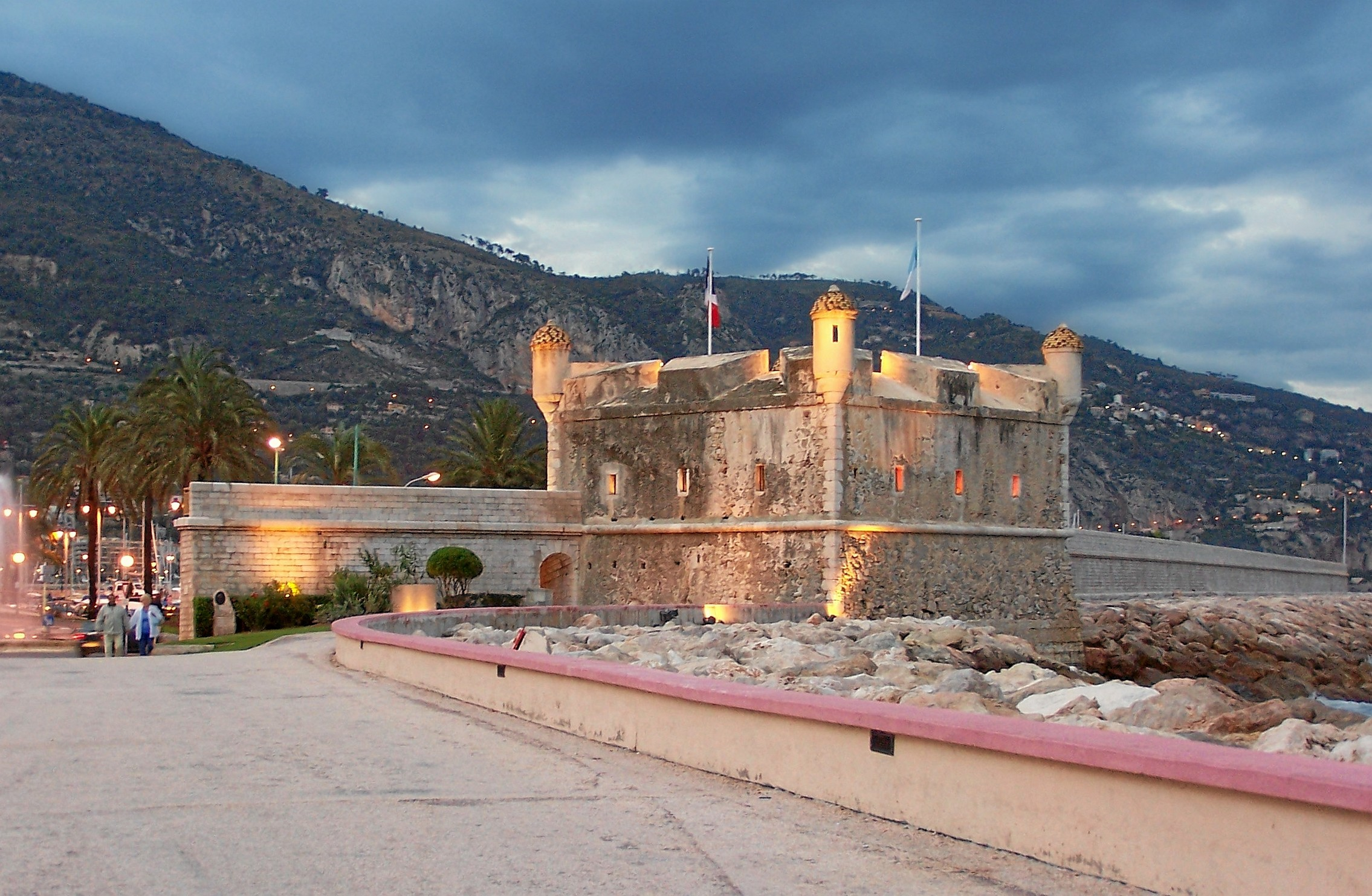
Музей Жана Кокто

Місто Мантон відоме своїми садами і парками — сад Оранжерея Мадонни і Екзотичний ботанічний сад Мантона, вілла Фонтана Роза, парк якої відкрито для відвідування, парк Марія Серена.

## Архітектурні пам'ятки
- Базиліка Св. Архангела Михаїла з дзвіницею, побудована у 1619 році генуезьким архітектором Лоренцо Лаванья.
- Музей Жана Кокто, розміщений у Бастіоні порту Мантона. Бастіон було збудовано 1636 року на воді, але у наш час він опинився вже на береговій лінії.
- Зала укладання шлюбів мерії міста, яку розмалював і перетворив на справжній витвір мистецтва 1950-х роках Жан Кокто.

## Щорічні культурні заходи
У лютому проводять Лимоновий фестиваль, його заходи відбуваються за певною тематикою, яка змінюється щороку. У минолому проводились фестивалі Віва Іспанія (Viva España), Дісней (Disney), Неверленд (Neverland — Країна, Що Не Існує — за мотивами казок), Індія. Фестиваль триває кілька днів, упродовж яких вулицями міста відбуваються урочисті походи артистів й музикантів. Сади й саме місто прикрашають за тематикою фестивалю, лимоновими деревами і цитрусовими фруктами.
У центрі старого міста проводиться щорічний Фестиваль класичної музики.

## Демографія
Динаміка населення (Ehess ·         і INSEE ):
Розподіл населення за віком та статтю (2006):
| Стать | Всього | До 15 років | 15-24 | 25-44 | 45-64 | 65-85 | Понад 85 |
| --- | ------ | ----------- | ----- | ----- | ----- | ----- | -------- |
| Чоловіки | 12 504 | 1976        | 1541  | 3129  | 3202  | 2334  | 322      |
| Жінки | 15 153 | 1964        | 1517  | 3502  | 3768  | 3598  | 804      |
| \| Статево-вікова піраміда \| Статево-вікова піраміда \| Статево-вікова піраміда \| \| ----------------------- \| ----------------------- \| ----------------------- \| \| Чоловіки \| Вік \| Жінки \| \| 322 \| 85 + \| 804 \| \| 478 \| 80-84 \| 975 \| \| 598 \| 75-79 \| 925 \| \| 616 \| 70-74 \| 889 \| \| 642 \| 65-69 \| 809 \| \| 660 \| 60-64 \| 914 \| \| 858 \| 55-59 \| 974 \| \| 760 \| 50-54 \| 893 \| \| 924 \| 45-49 \| 987 \| \| 936 \| 40-44 \| 1085 \| \| 873 \| 35-39 \| 1031 \| \| 664 \| 30-34 \| 823 \| \| 656 \| 25-29 \| 563 \| \| 674 \| 20-24 \| 709 \| \| 867 \| 15-20 \| 808 \| \| 729 \| 10-14 \| 726 \| \| 656 \| 5-9 \| 666 \| \| 591 \| 0-4 \| 572 \| |        |             |       |       |       |       |          |
| Статево-вікова піраміда |        |             |       |       |       |       |          |
| Чоловіки | Вік    | Жінки       |       |       |       |       |          |
| 322 | 85 +   | 804         |       |       |       |       |          |
| 478 | 80-84  | 975         |       |       |       |       |          |
| 598 | 75-79  | 925         |       |       |       |       |          |
| 616 | 70-74  | 889         |       |       |       |       |          |
| 642 | 65-69  | 809         |       |       |       |       |          |
| 660 | 60-64  | 914         |       |       |       |       |          |
| 858 | 55-59  | 974         |       |       |       |       |          |
| 760 | 50-54  | 893         |       |       |       |       |          |
| 924 | 45-49  | 987         |       |       |       |       |          |
| 936 | 40-44  | 1085        |       |       |       |       |          |
| 873 | 35-39  | 1031        |       |       |       |       |          |
| 664 | 30-34  | 823         |       |       |       |       |          |
| 656 | 25-29  | 563         |       |       |       |       |          |
| 674 | 20-24  | 709         |       |       |       |       |          |
| 867 | 15-20  | 808         |       |       |       |       |          |
| 729 | 10-14  | 726         |       |       |       |       |          |
| 656 | 5-9    | 666         |       |       |       |       |          |
| 591 | 0-4    | 572         |       |       |       |       |          |

## Економіка
2010 року серед 17 523 осіб працездатного віку (15—64 років) 12 940 були активними, 4583 — неактивними (показник активності 73,8%, у 1999 році було 70,4%). З 12 940 активних мешканців працювали 11 492 особи (5939 чоловіків та 5553 жінки), безробітними було 1448 (630 чоловіків та 818 жінок). Серед 4583 неактивних 1595 осіб було учнями чи студентами, 1515 — пенсіонерами, 1473 були неактивними з інших причин.

У 2010 році в муніципалітеті числилось 15119 оподаткованих домогосподарств, у яких проживали 31275,5 особи, медіана доходів виносила 19 477 євро на одного особоспоживача

## Галерея зображень

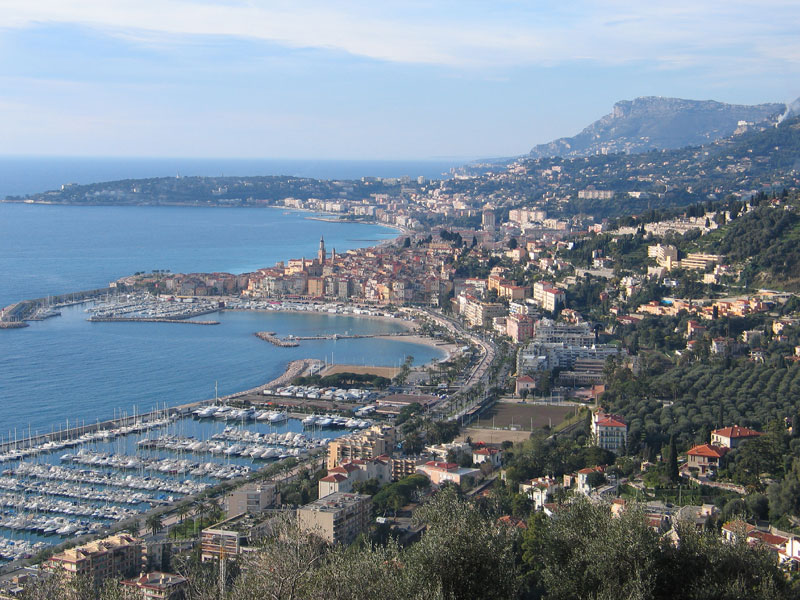
Vue de Menton depuis la route de Garavan Supérieur
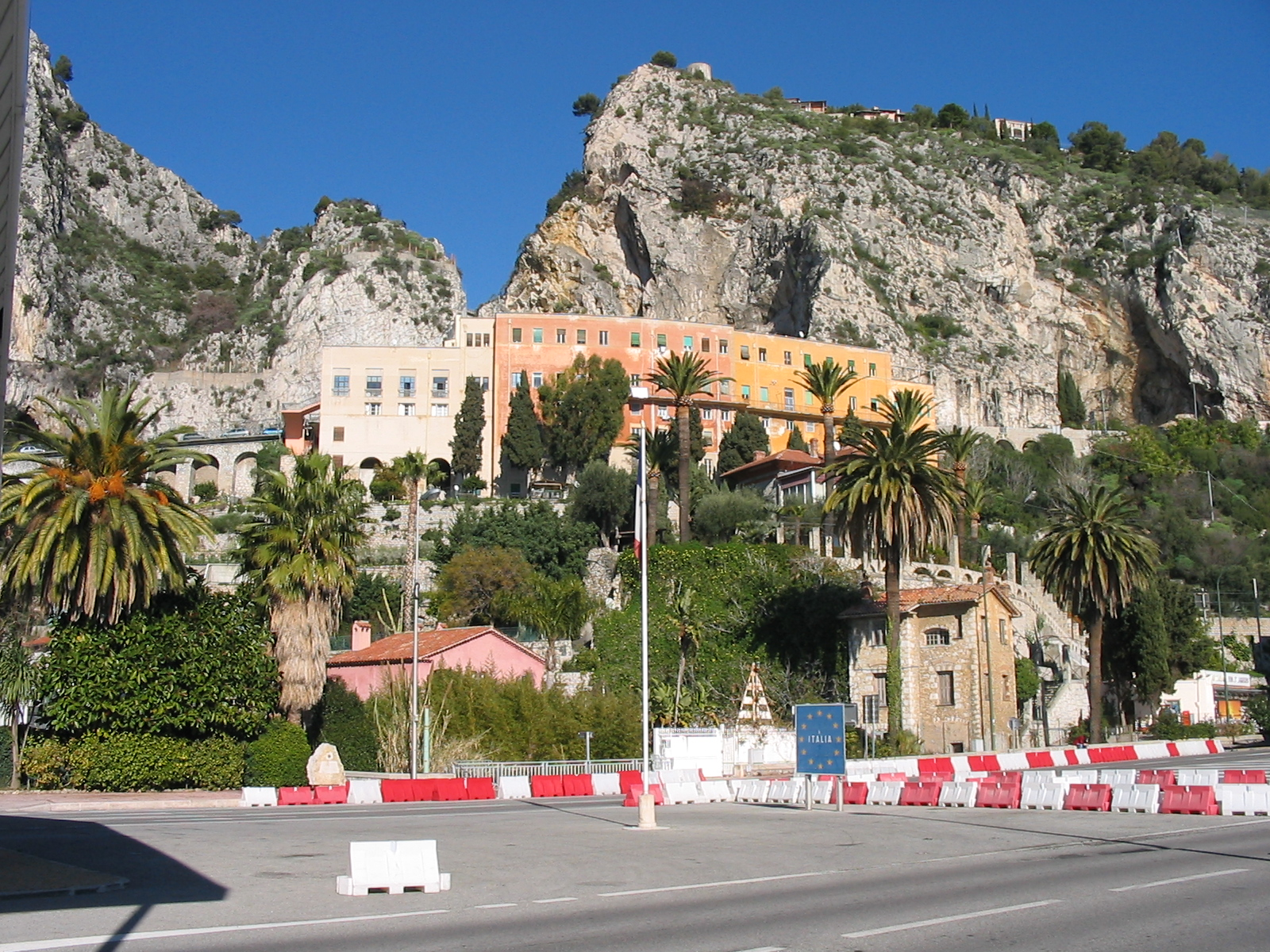
Франко-італійський прикордонний пост в Ментоні (Приморські Альпи).
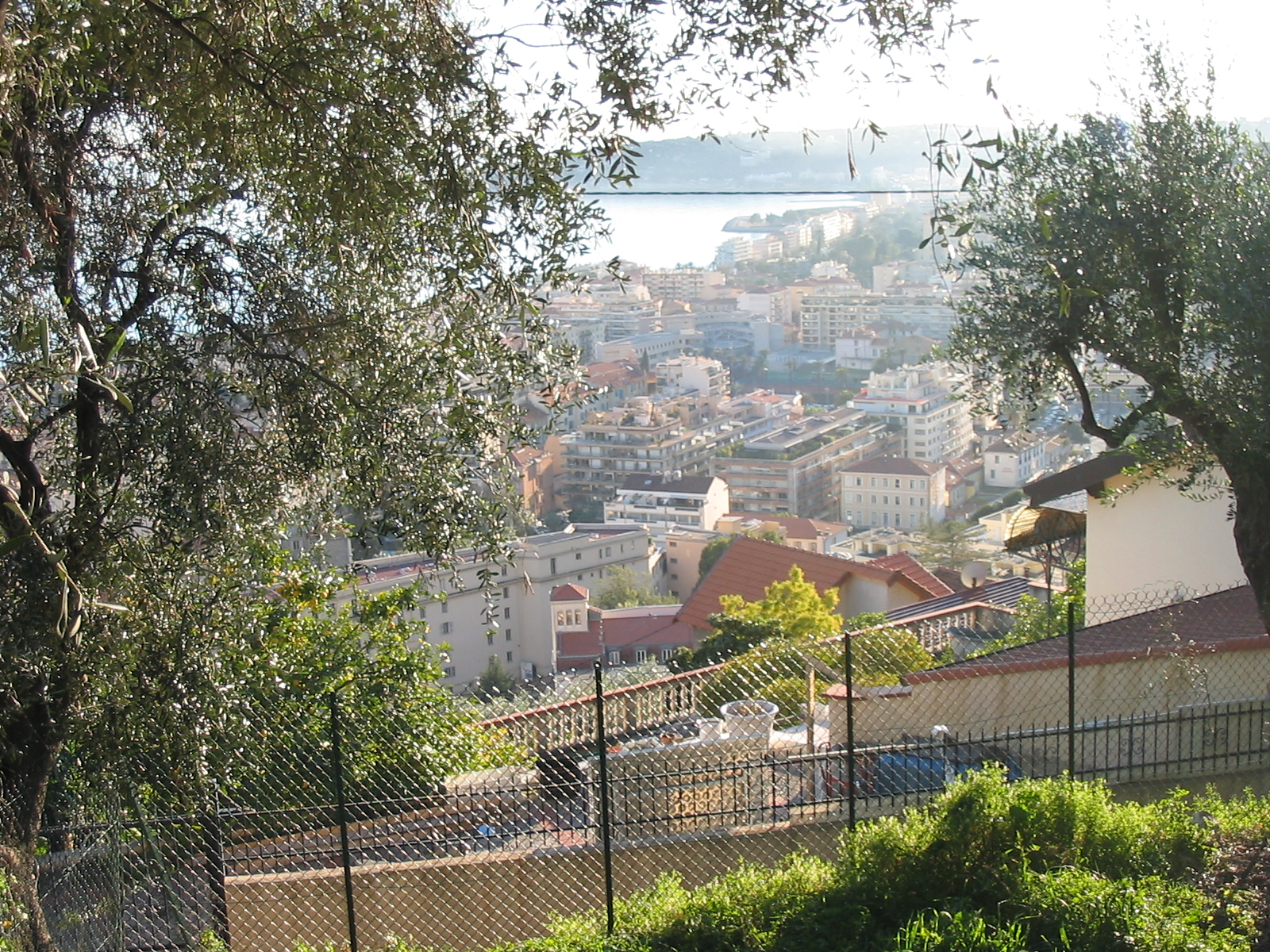
Les hauts de la ville depuis la route de Garavan Supérieur
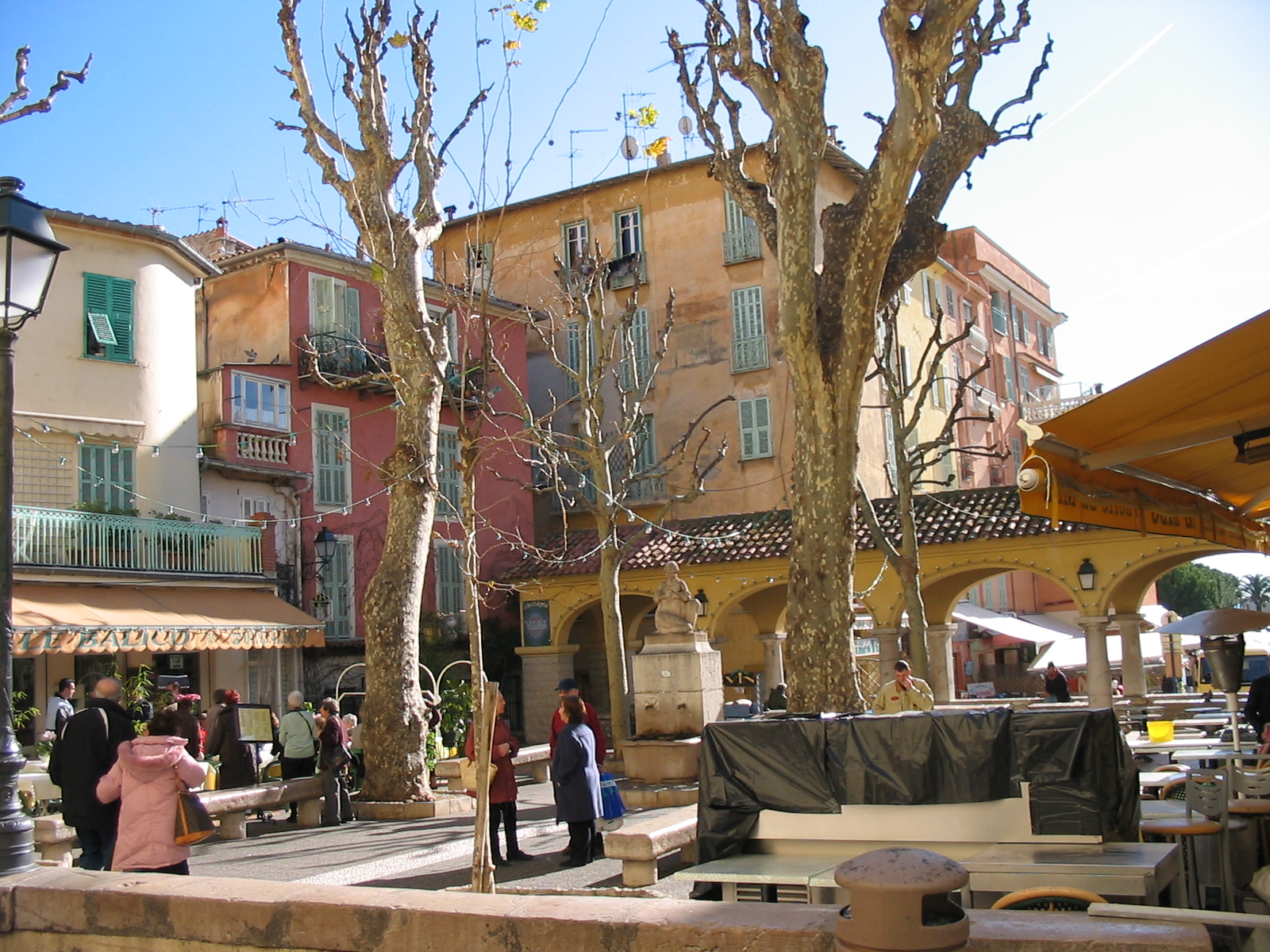
Le centre, la place aux herbes
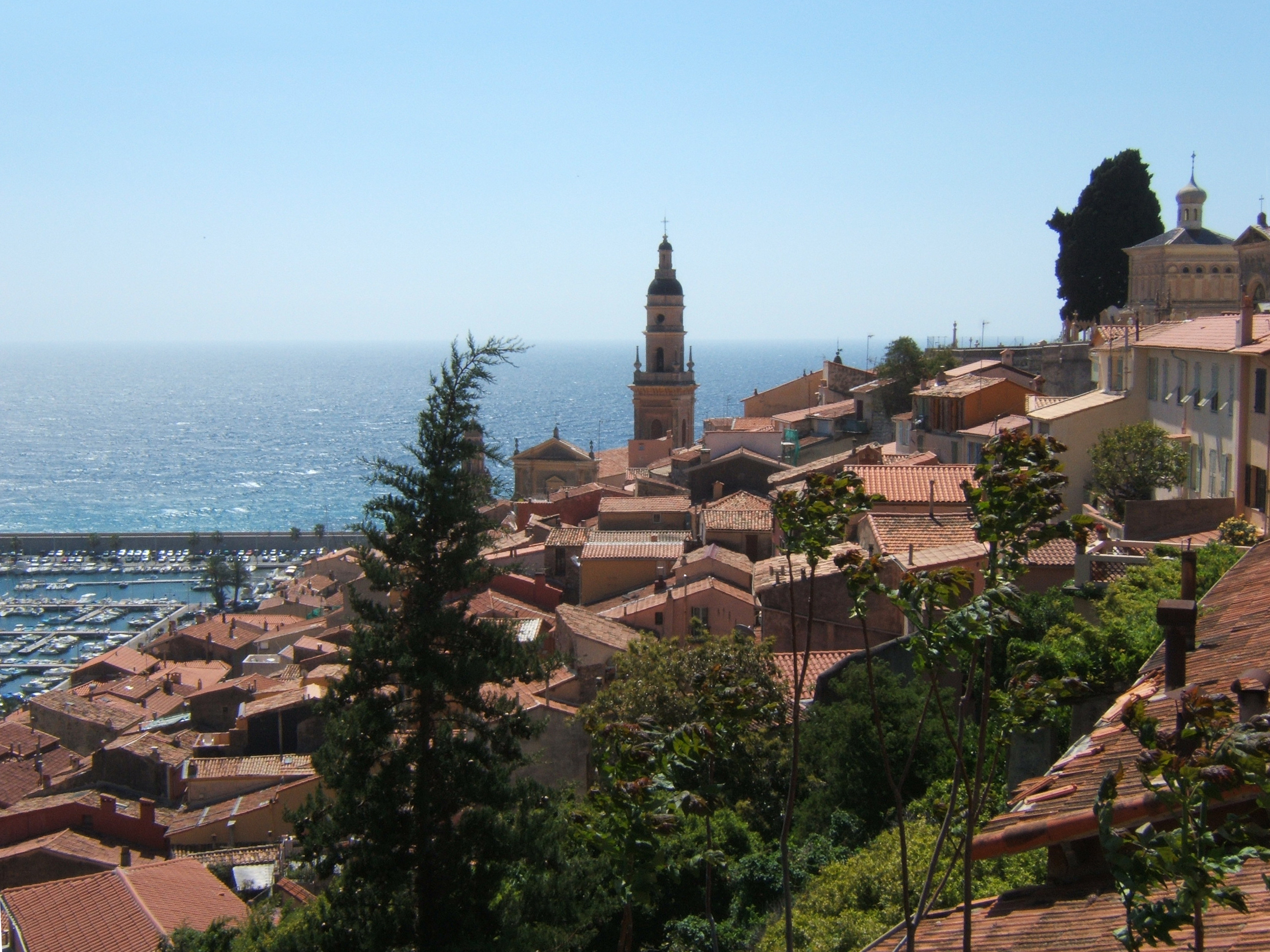
Le vieux Menton et son enchevêtrement de toitures en tuiles rondes vu depuis le début du Boulevard de Garavan.
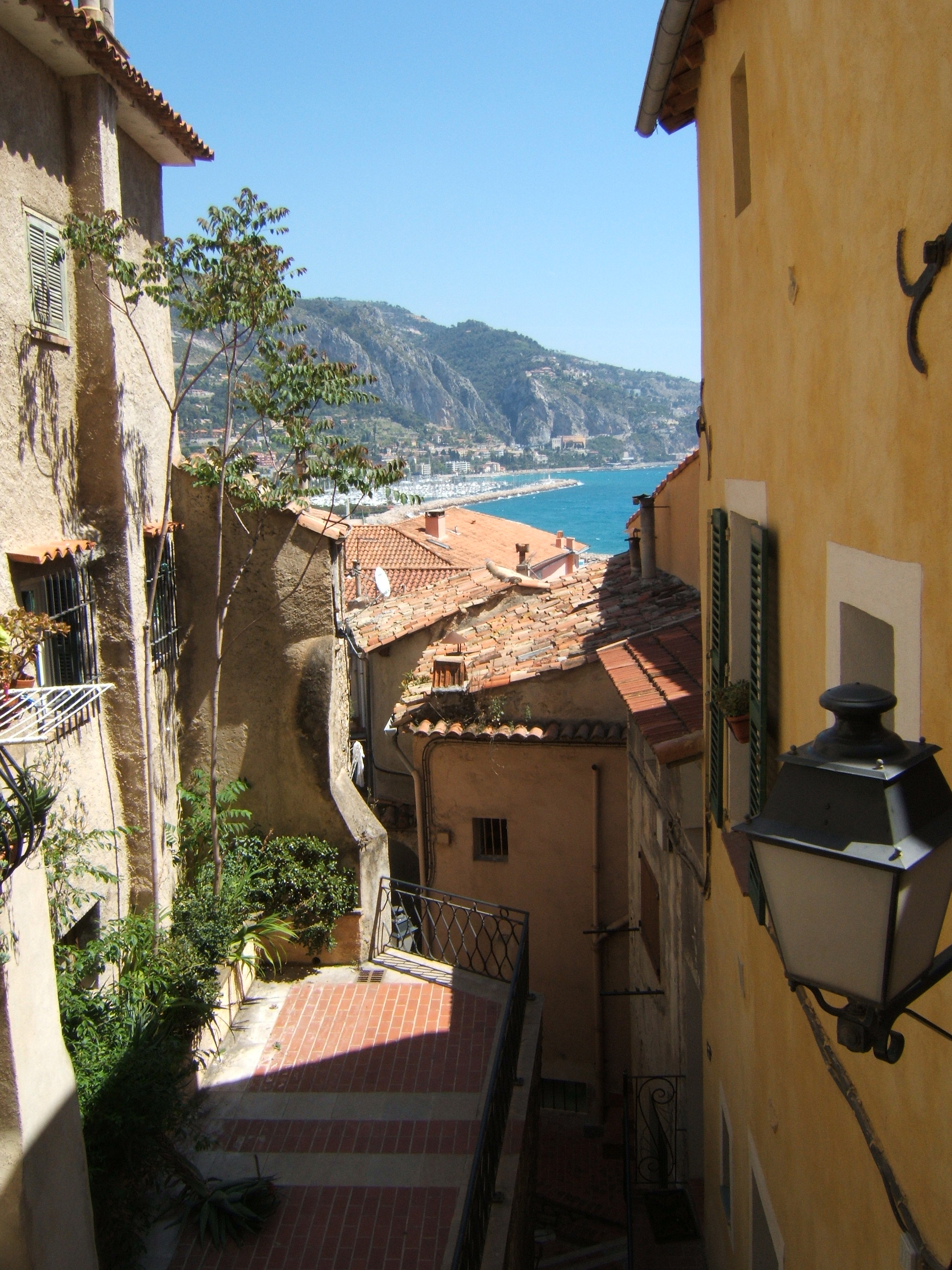
Вид на алею Vieux Menton. На задньому плані - порт Ментона-Гаравана з італійським кордоном внизу праворуч.
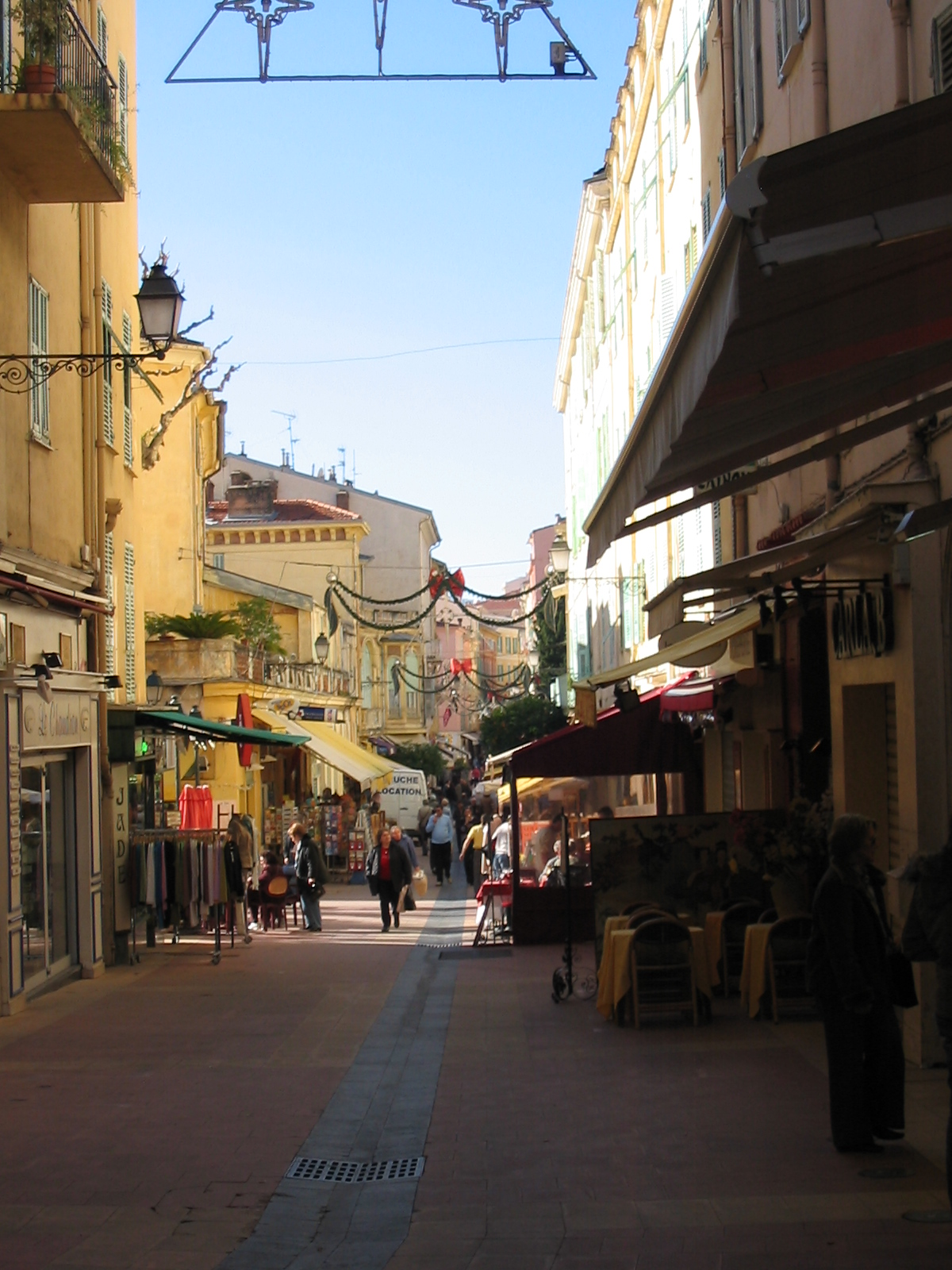
Rue piétonne, rue St Michel vue dans le sens Est-Ouest.
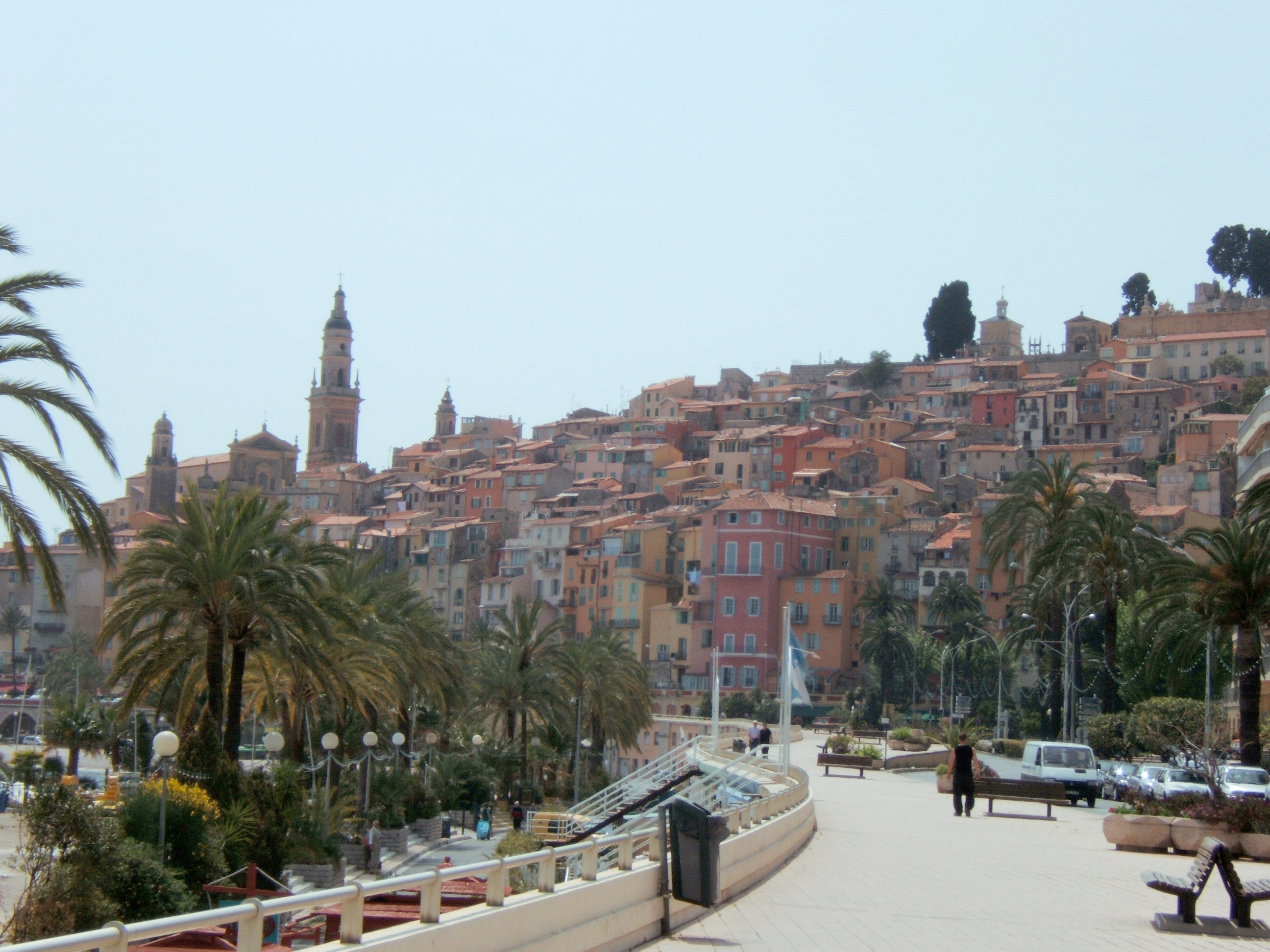
La ville de Menton vue de l'avenue «Porte de France».
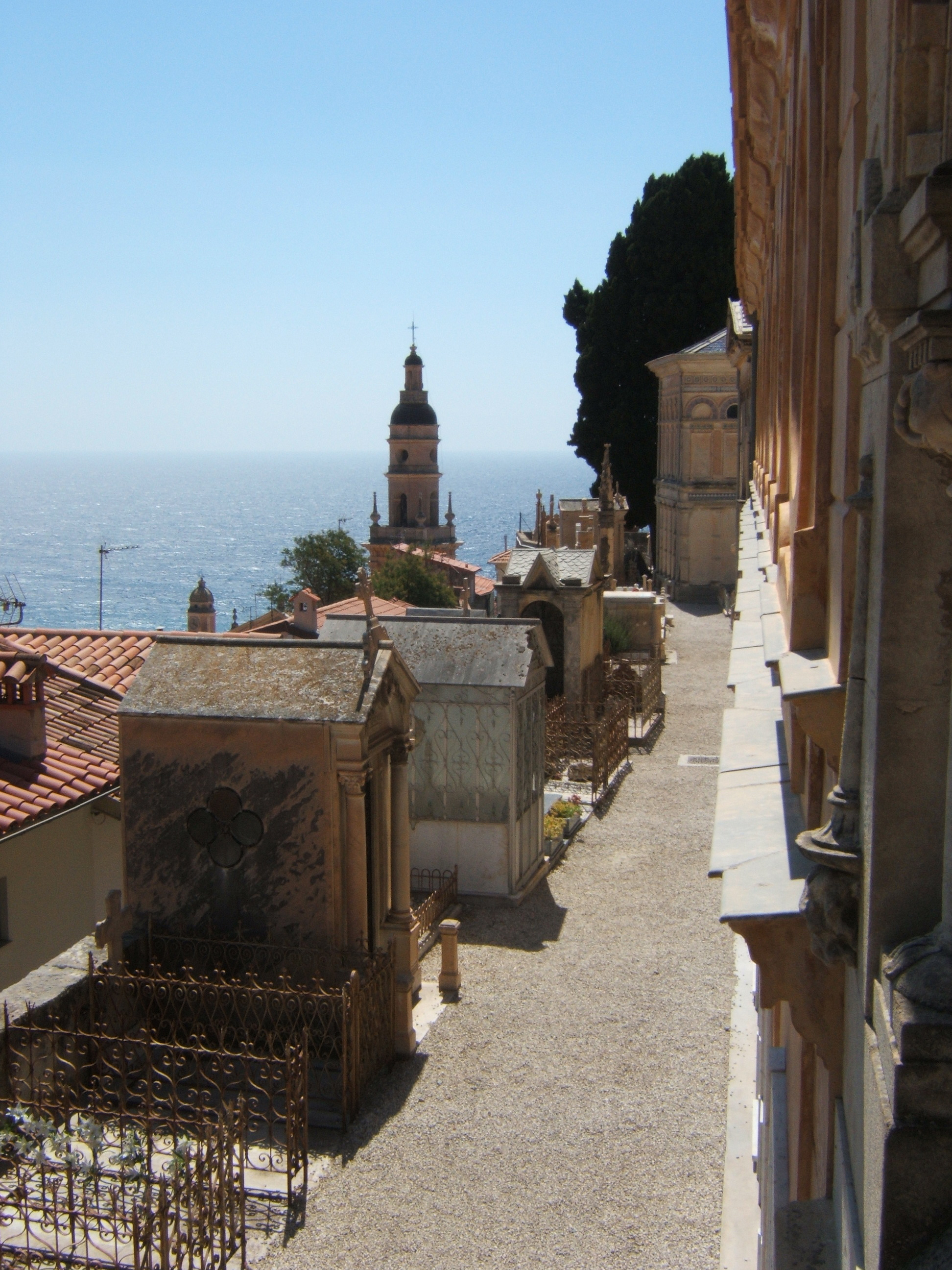
basilique]] Saint-Michel vu du cimetière de la Montée du Souvenir.
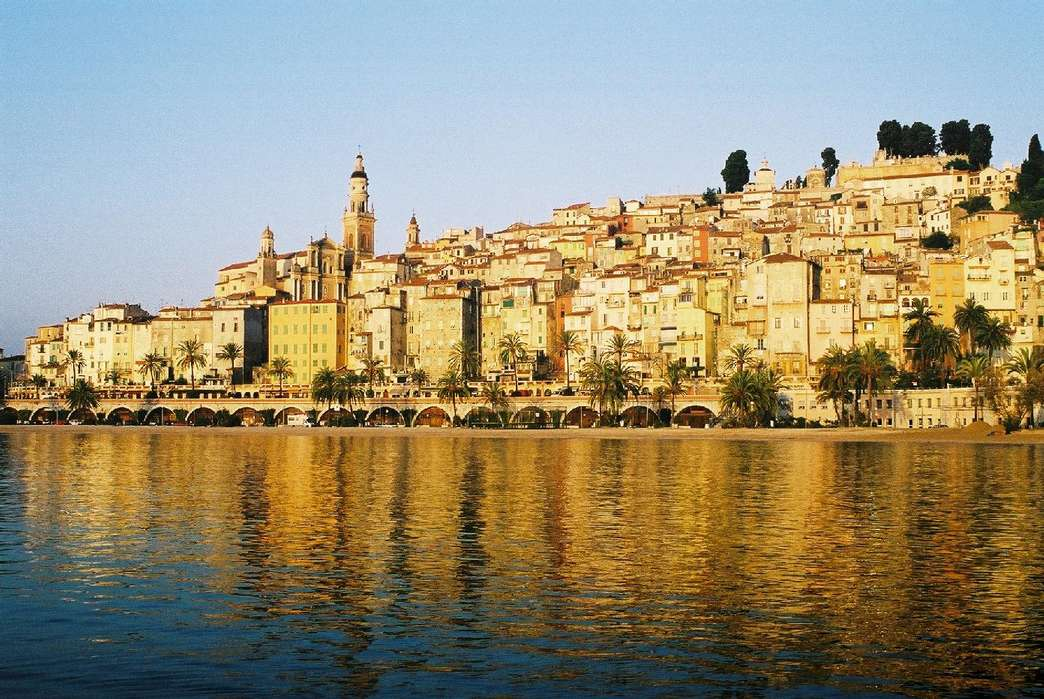
Une partie du Vieux Menton vue de la mer, depuis le stade RONDELLI.
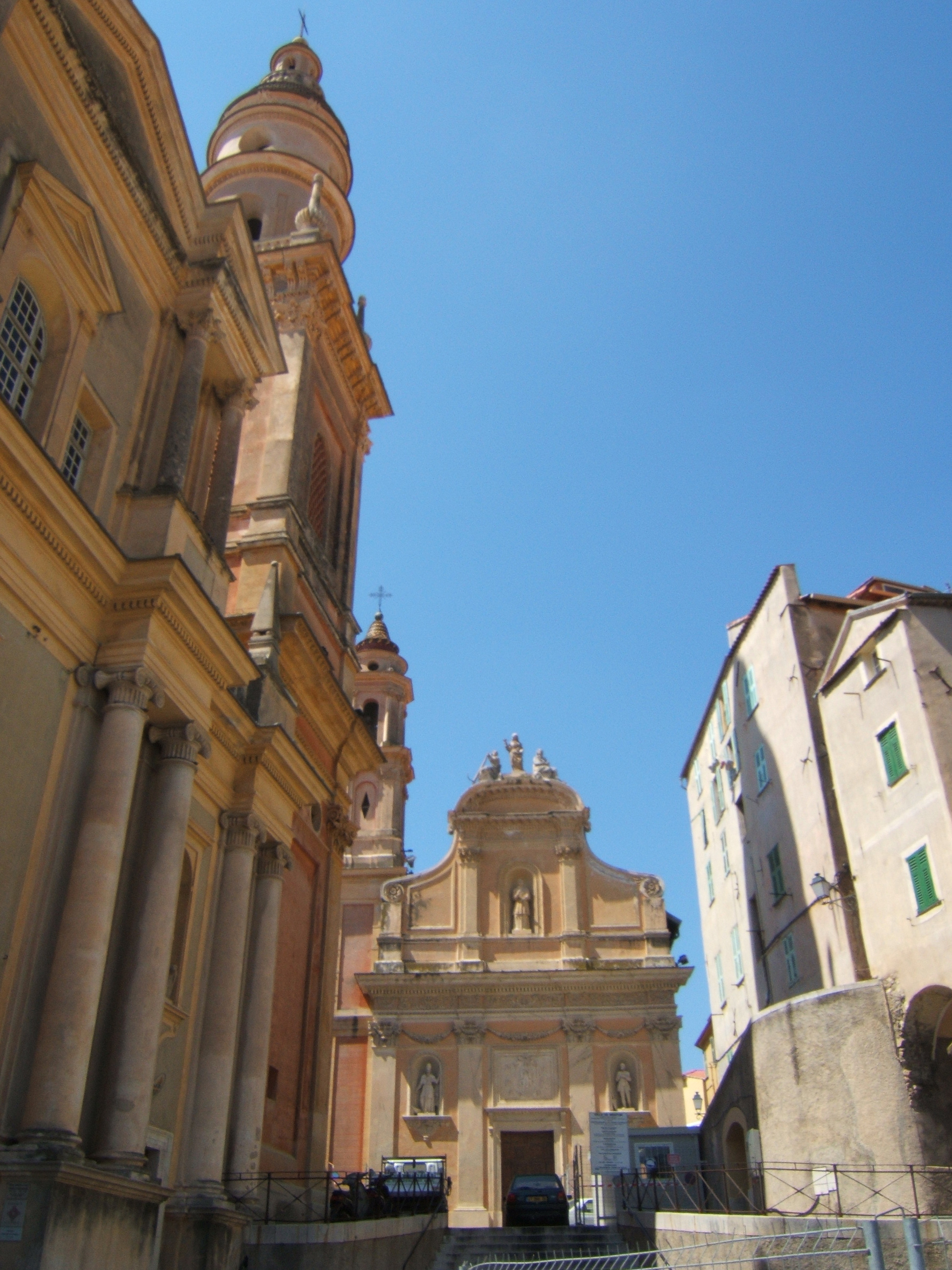
Saint-Michel]] pavé de galets noirs et blancs aux armes des Grimaldi.
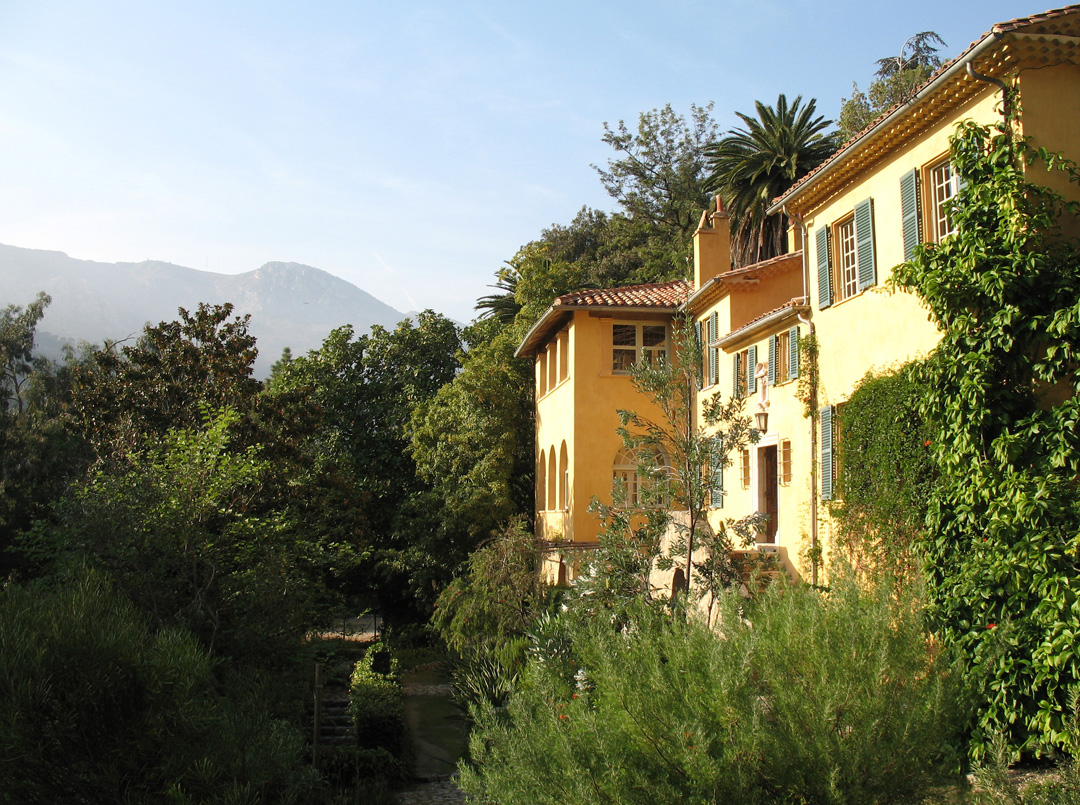
Serre de la Madone
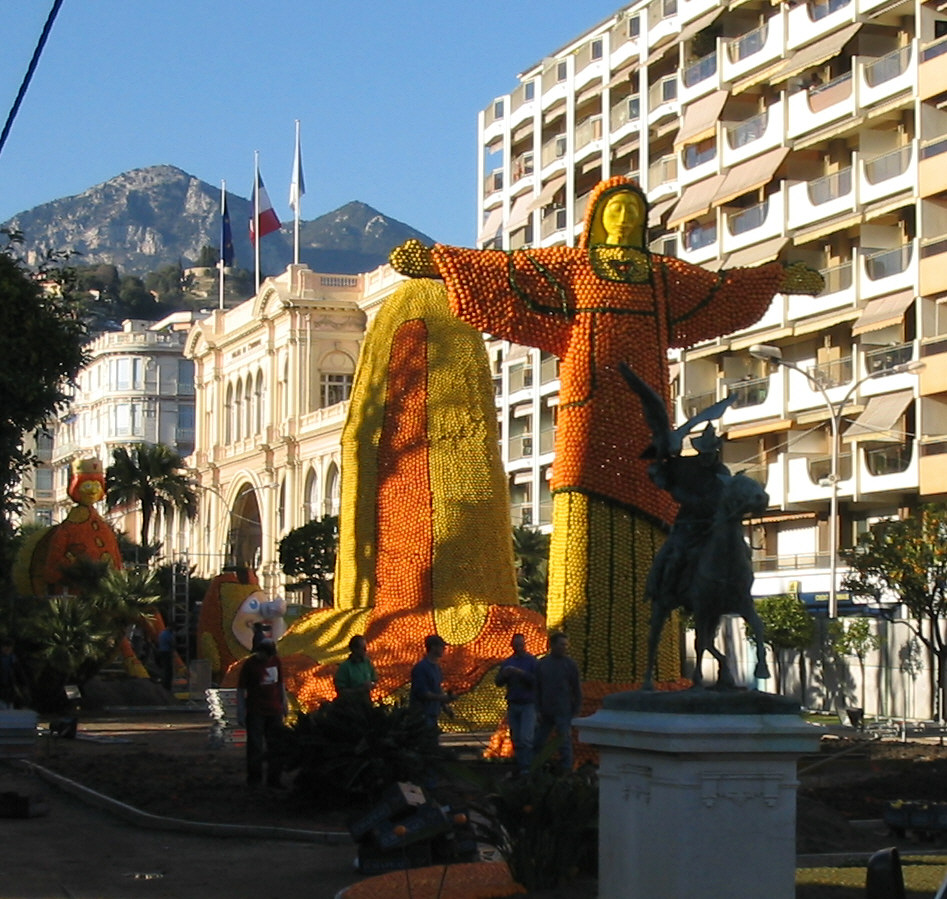
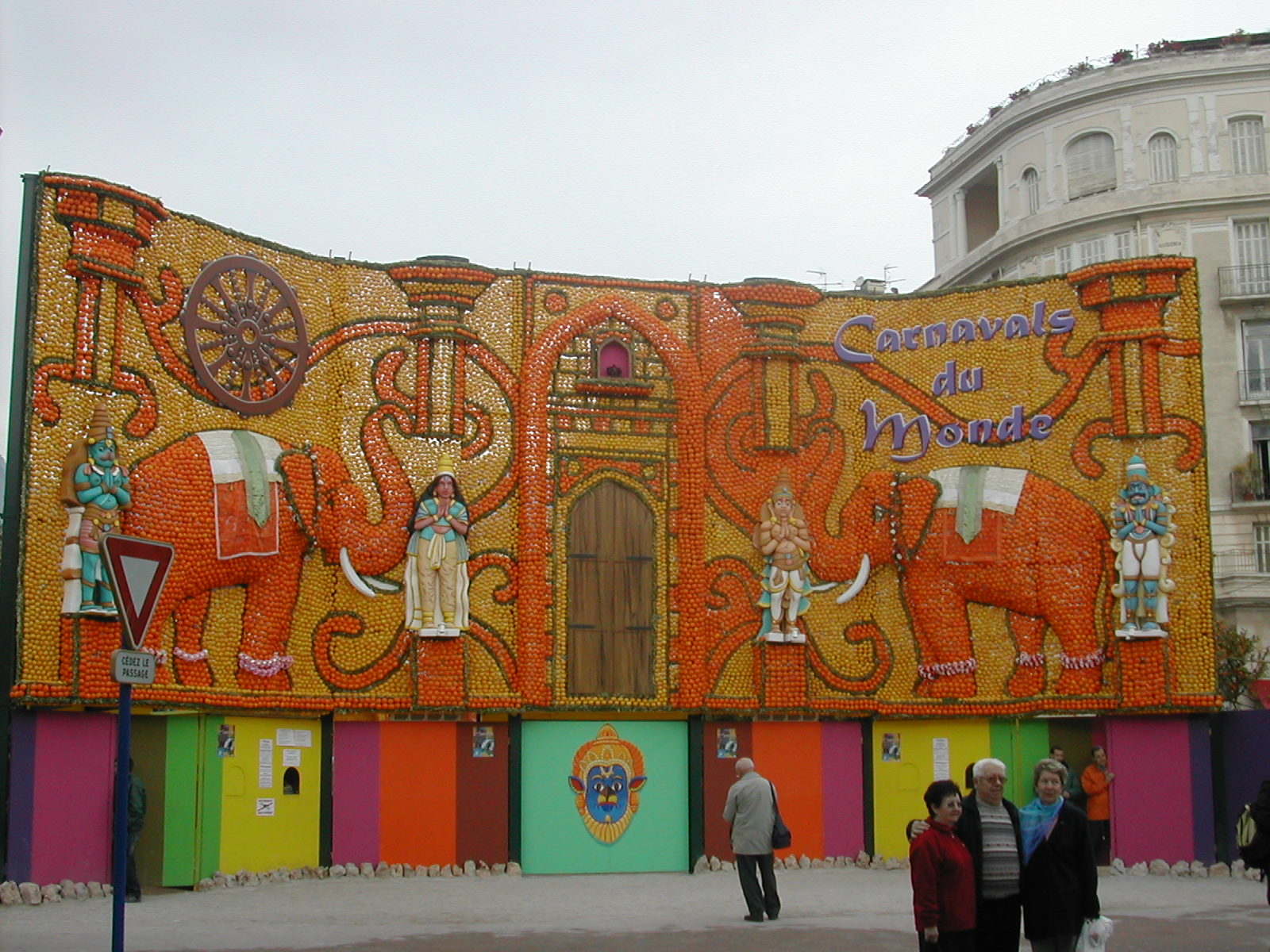
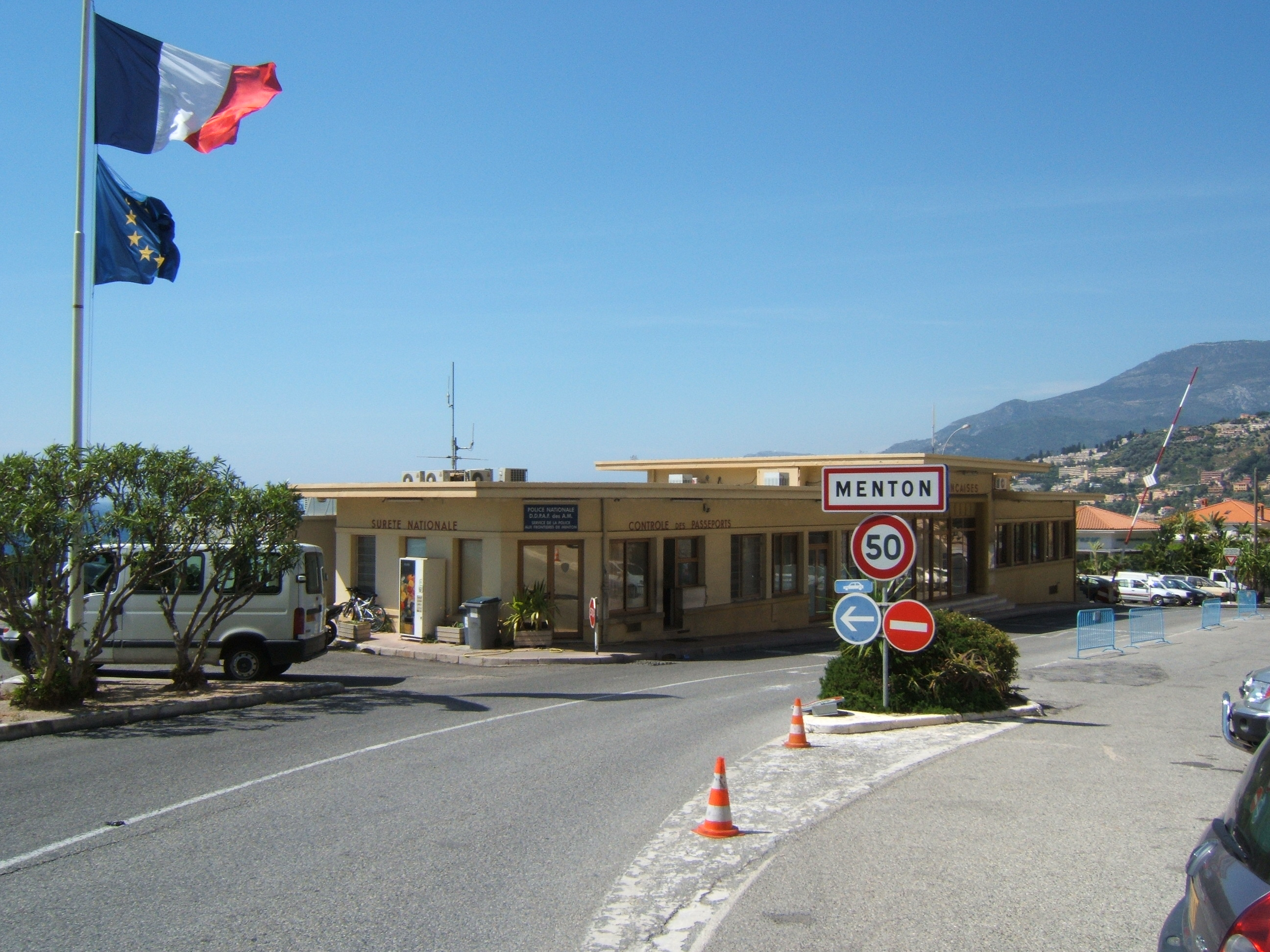
Le fameux poste de douane rendu célèbre par le film de Gérard Oury «Le Corniaud».

## Персоналії
У Мантоні жив і помер іспанський письменник Вісенте Бласко Ібаньєс.

## Міста-побратими
- Монтре, Швейцарія (1953)
- Нордвейк, Нідерланди (1953)
- Намюр, Бельгія (1958)
- Баден-Баден, Німеччина (1962)
- Нафпліон, Греція (1966)
- Сочі, Росія (1966)
- Валенсія, Іспанія (1982)

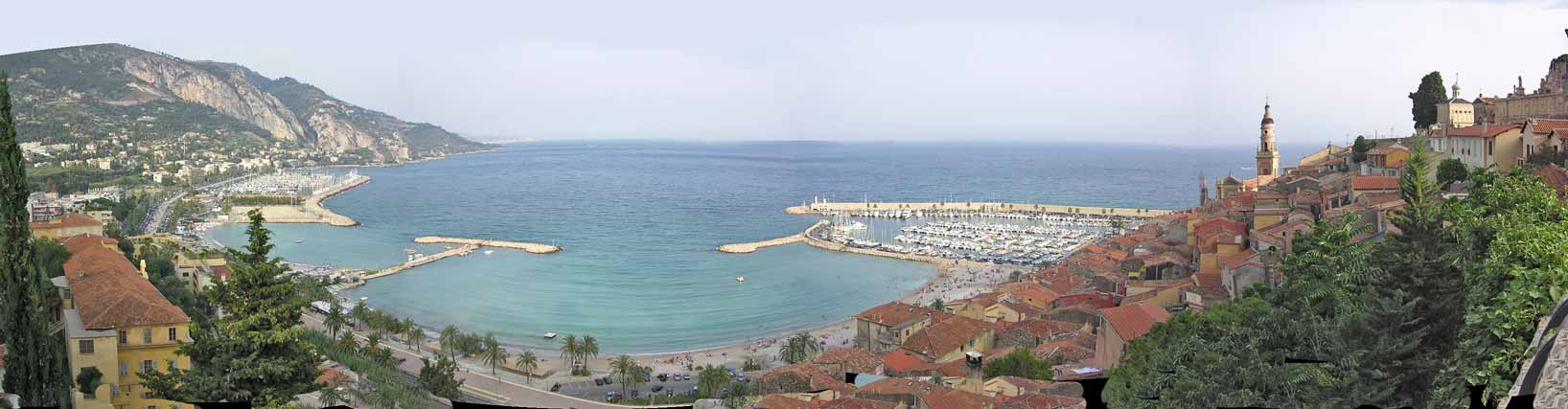
Панорама міста

- Лагуна-Біч, США[10]